# Rive droite (Paris)
Pour les articles homonymes, voir Rive droite.

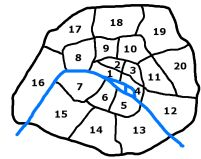
La Rive droite de Paris comprend les arrondissements situés au nord de la Seine.

Le terme Rive droite désigne à Paris la partie de la ville située au nord de la Seine, par opposition à la Rive gauche. Les îles situées sur le fleuve n'entrent pas dans le cadre de cette terminologie.
Réputée plus sophistiquée et conservatrice (à l'opposé de la rive gauche plus artistique et bohème), ce concept a tendance à disparaître, remplacé par une opposition économique entre l'Ouest (plus riche) et l'Est (populaire).

## Historique
Au Xe siècle, les rois de France administrent la région autour de Paris qui devient l'Île-de-France, siège du domaine royal français. La province est découpée en plusieurs pays. La rive droite est alors rattachée au Pays de France.
Jusqu'à la Révolution de 1789, la rive droite de Paris était appelée l'« Outre-Grand-Pont » (désigné ainsi par rapport au « Grand-Pont », devenu le pont Notre-Dame, qui fut pendant longtemps le seul point de franchissement depuis l'île de la Cité vers la rive nord de la Seine, dans l'axe du cardo maximus) ou « La Ville ».
Vers 1300, le rimeur Guillot de Paris compose une première liste des noms de rues de Paris dans Le Dit des rues de Paris. Ce document indique que la capitale comptait 310 rues dont 80 dans le quartier d'Outre-Petit-Pont, 36 dans la Cité et 194 dans le quartier d'Outre-Grand-Pont.

## Composition actuelle
La rive droite contient la presque totalité des quatorze arrondissements suivants :
- 1er arrondissement (sauf l'île de la Cité)
- 2e arrondissement
- 3e arrondissement
- 4e arrondissement (sauf l'île de la Cité et l'île Saint-Louis)
- 8e arrondissement
- 9e arrondissement
- 10e arrondissement
- 11e arrondissement
- 12e arrondissement
- 16e arrondissement
- 17e arrondissement
- 18e arrondissement
- 19e arrondissement
- 20e arrondissement

## Monuments
L'hôtel de ville de Paris, le palais de l'Élysée, les deux théâtres de la place du Châtelet, La Samaritaine, l'hôtel de Sens, la place des Vosges, le palais du Louvre, le jardin des Tuileries, la place de la Concorde, l'arc de Triomphe, l'opéra Garnier, le Petit et le Grand Palais, le palais de Tokyo, le palais de Chaillot, le ministère de l'Économie et des Finances (Bercy), les ministères de la Justice et de la Culture, la Maison de Radio France, la basilique du Sacré-Cœur de Montmartre, la Cité judiciaire, etc.

## Infrastructures
- la Gare de Lyon
- la Gare du Nord
- la Gare de l'Est
- la Gare Saint-Lazare
- la Gare de Bercy

## Sport
- Palais omnisports de Paris-Bercy
- Stade Roland-Garros
- Parc des Princes
- Stade Jean-Bouin
- Stade Pershing
- Stade Bauer